# Écozone paléarctique : plantes à graines par nom scientifique (AL)
| AC 
| AL 
| AN 
| AR 
| AS |

## A

### Al

#### Ala
- Alangium
  - Alangium platanifolium - photo
    - Alangium platanifolium genuinum - photo
    - Alangium platanifolium macrophyllum -  photo

#### Alb
- Albizia - fam. Fabacées ou Mimosacées (arbre)
  - Albizia adinocephala (zone néotropicale)
  - Albizia julibrissin - Arbre de soie ou Acacia de Constantinople ou « Albizia » - photo
    - Albizia julibrissin rosea - photo

  - Albizia surinamensis
  - Albizia nemu

#### Alc
- Alcea - fam. Malvacées
  - Alcea apterocarpa
  - Alcea biennis ou Alcea pallida
  - Alcea ficifolia
  - Alcea heldreichii
  - Alcea rosea - Rose trémière
    - Alcea rosea nigra - photo
    - Alcea rosea pleniflora - photo

  - Alcea rugosa
  - Alcea setosa

- Alchemilla - fam. Rosacées (Flore de France)
  - Alchemilla acutidens
  - Alchemilla albinervia
  - Alchemilla alpigena
  - Alchemilla alpina - Alchémille des Alpes - photo
  - Alchemilla amphisericea
  - Alchemilla aranica
  - Alchemilla argentideus
  - Alchemilla benasquensis
  - Alchemilla burgensis
  - Alchemilla catalaunica
  - Alchemilla cinerea
  - Alchemilla colorata
  - Alchemilla compta
  - Alchemilla connivens
  - Alchemilla corriacea
  - Alchemilla cunita
  - Alchemilla decumbens
  - Alchemilla demissa
  - Alchemilla effusa
  - Alchemilla ellenbeckii - photo
  - Alchemilla erythropoda - photo
  - Alchemilla exigua
  - Alchemilla fallax
  - Alchemilla filicaulis - Alchémille
  - Alchemilla firma
  - Alchemilla fissa
  - Alchemilla flabellata
  - Alchemilla flaccida
  - Alchemilla flexicaulis
  - Alchemilla frost-olsenii
  - Alchemilla fulgens
  - Alchemilla glabra
  - Alchemilla glaucescens
  - Alchemilla glomelurens
  - Alchemilla grenieri
  - Alchemilla heteropoda
  - Alchemilla hoppeana
  - Alchemilla hybrida
  - Alchemilla impexa
  - Alchemilla incisa
  - Alchemilla inconcinna
  - Alchemilla infravalesiaca
  - Alchemilla iratiana
  - Alchemilla ischnocarpa
  - Alchemilla lineata
  - Alchemilla longana
  - Alchemilla lucida
  - Alchemilla lunaria
  - Alchemilla micans
  - Alchemilla mollis
    - Alchemilla mollis robustica - photo

  - Alchemilla monticola
  - Alchemilla obtusa
  - Alchemilla oscensis
  - Alchemilla pallens
  - Alchemilla pentaphyllea - Alchémille à cinq folioles
  - Alchemilla plicata
  - Alchemilla reniformis
  - Alchemilla rhododendrophila
  - Alchemilla rubristipula
  - Alchemilla saxatilis
  - Alchemilla schmidelyana
  - Alchemilla semisecta
  - Alchemilla sericoneura
  - Alchemilla sinuata
  - Alchemilla splendens
  - Alchemilla straminata
  - Alchemilla strigulosa
  - Alchemilla subcrenata
  - Alchemilla subsericea
  - Alchemilla tenuis
  - Alchemilla tenerrima
  - Alchemilla tenuifolia
  - Alchemilla transiens
  - Alchemilla trunciloba
  - Alchemilla undulata
  - Alchemilla versipila
  - Alchemilla vetteri
  - Alchemilla vulgaris - Alchémille vulgaire - photo

#### Ald
- Aldina

- Aldrovanda - fam. Droséracées
  - Aldrovanda vesiculosa - Aldrovandie à vessies

#### Ale
- Alexa

#### Alh
- Alhagi
  - Alhagi maurorum

#### Ali
- Alisma - fam. Alismatacées
  - Alisma gramineum
  - Alisma lanceolatum
  - Alisma plantago-aquatica - Plantain d'eau
  - Alisma walhenbergii

#### Alk
- Alkanna - fam. Boraginacées
  - Alkanna calliensis
  - Alkanna corcyrensis
  - Alkanna graeca
  - Alkanna lutea
  - Alkanna methanaea
  - Alkanna noneiformis
  - Alkanna orientalis
  - Alkanna pelia
  - Alkanna pindicola
  - Alkanna primuliflora
  - Alkanna pulmonaria
  - Alkanna sandwithii
  - Alkanna sartoriana
  - Alkanna scardica
  - Alkanna sieberi
  - Alkanna stribrnyi
  - Alkanna tinctoria - Alkanna des Teinturiers

#### All
- Allamanda - fam. Apocynacées
  - Allamanda cathartica - Allamanda

- Alliaria - fam. Brassicacées
  - Alliaria petiolata Alliaire officinale

- Allium - fam. Alliacées ou Liliacées - (flore européenne incomplète)
  - Allium aflatunense - Ail ornemental
  - Allium albopilosum - Ail à poils blancs ou « Ail albopilosum »
  - Allium ascalonicum - Échalote
  - Allium acutifolium
  - Allium ampeloprasum
  - Allium angulosum
  - Allium canadense - Ail du Canada
  - Allium carinatum
    - Allium carinatum pulchellum - photo

  - Allium cepa - Oignon
  - Allium chamaemoly
  - Allium cristophii - Ail de Christophe
  - Allium commutatum - Ail des îles
  - Allium deseglisei
  - Allium ericetorum
  - Allium fistulosum - Ciboule
  - Allium flavum - Ail jaune - photo
  - Allium giganteum - Ail géant
  - Allium guttatum
  - Allium karataviense - Ail ornemental
  - Allium lineare
  - Allium lusitanicum - Ciboule vivace
  - Allium moly - Ail doré
  - Allium moschatum
  - Allium narcissiflorum
  - Allium neapolitanum - Ail blanc
  - Allium nigrum - Ail noir
  - Allium oleraceum - Ail des jardins
  - Allium oporinanthum
  - Allium ostrowskianum - Ail ostrowskianum
  - Allium pallens
  - Allium palustre
  - Allium paniculatum
  - Allium parciflorum
  - Allium pendulinum
  - Allium polyanthum
  - Allium porrum - Poireau
  - Allium roseum - Ail rose
  - Allium rotundum
  - Allium sativum - Ail commun ou « Ail cultivé »
  - Allium savii
  - Allium scaberrimum
  - Allium schoenoprasum - Ciboulette - photo
  - Allium scorodoprasum
  - Allium senescens
  - Allium sphaerocephalon - Ail à tête ronde
  - Allium suaveolens
  - Allium subhirsutum - Ail hirsute
  - Allium trifoliatum
  - Allium triquetrum - Ail triquètre
  - Allium tuberosum - Ciboule de Chine
  - Allium ursinum - Ail des ours - photo
  - Allium victorialis - Ail victoriale - photo
  - Allium vineale

- Allogoptera - fam. Arécacées
  - Allogoptera arenaria

#### Aln
- Alniphyllum

- Alnus - fam. Bétulacées (arbre)
  - Alnus alnobetula ou Alnus serrulata - Aulne blanc
  - Alnus cordata - Aulne d'Italie
  - Alnus cremastogyne - Aulne
  - Alnus crispa - Aulne crispé
  - Alnus firma - Aulne - photo
  - Alnus formosana - Aulne
  - Alnus glutinosa - Aulne glutineux ou « Verne »
    - Alnus glutinosa laciniata

  - Alnus hirsuta - Aulne hirsute
  - Alnus hirsuta microphylla nakai - Aulne hirsute
  - Alnus hirsuta sibirica
  - Alnus incana - Aulne blanc ou « Aulne gris »	
    - Alnus incana aurea - photo
    - Alnus incana rugosa - Aulne rugueux

  - Alnus incana tenuifolia - Aulne à feuilles minces
  - Alnus japonica - Aulne du Japon - photo
  - Alnus jorullensis - Aulne
  - Alnus maximowiczii - photo
  - Alnus nitida - photo
  - Alnus rubra - Aulne rouge - photo
  - Alnus rugosa - Aulne rugueux
  - Alnus serrulata ou Alnus alnobetula- Aulne blanc
  - Alnus spaethii -
  - Alnus viridis - Aulne - photo
    - Alnus viridis crispa - Aulne crispé
    - Alnus viridis sinuata - Aulne de Sitka

#### Alo
- Alocasia - fam. Aracées
  - Alocasia calidora (zone afrotropicale) - Oreille d'éléphant
  - Alocasia chelsoni
  - Alocasia macrorrhiza (zone océannienne) - Oreille d'éléphant
  - Alocasia sanderiana (zone néotropique) - Oreille d'éléphant

- Aloceperus
  - Aloceperus aleatis
  - Aloceperus pratensis

- Aloe - fam. Asphodélacées
  - Aloe arborescens - Aloès candélabre
  - Aloe aristata - Aloès à arêtes
  - Aloe brevifolia - Aloès à feuilles courtes
  - Aloe ciliaris - Aloès cilié
  - Aloe ferox - Aloès amer
  - Aloe humilis
  - Aloe latifolia
  - Aloe maculata
  - Aloe mitriformis
  - Aloe perfoliata
  - Aloe saponaria
  - Aloe spectabilis
  - Aloe succotrina ou Aloe vera
  - Aloe variegata

- Alopecurus - fam. Poacées ou Graminées
  - Alopecurus aequalis -  Vulpin à courtes arêtes
  - Alopecurus agrestis -  Vulpin des champs
  - Alopecurus alpinus -  Vulpin alpin
  - Alopecurus geniculatus - Vulpin
  - Alopecurus pratensis -  Vulpin des prés

- Aloysia
  - Aloysia triphylla

#### Als
- Alsophila - fam. Cyathéacées (fougère)
  - Alsophila cooperi ou Cyathea cooperi ou Sphaeropteris cooperi - Fougère arborescente

- Alstroemeria - fam. Amaryllidacées
  - Alstroemeria aurantiaca - photo
  - Alstroemeria ligtu - Alstromère du Pérou, Lys du Pérou, Lys des Incas
  - Alstroemeria versicolor - Alstromère du Chili

#### Alt
- Alternanthera
  - Alternanthera amoena
    - Alternanthera amoena Amabilia

  - Alternanthera bettzichiana
  - Alternanthera ficoidea - Alternanthère

- Althæa  - fam. Malvacées
  - Althaea cannabina - Guimauve à feuilles de chanvre;
  - Althæa hirsuta - Guimauve hérissée
  - Althæa longiflora - Guimauve à fleurs longues
  - Althæa officinalis - Guimauve officinale - photo1, photo2

- Althenia - fam. Zannichelliacées
  - Althenia filiformis -  Althénia filiforme

#### Aly
- Alyssum - fam. Brassicacées (plante vivace)
  - Alyssum alpestre
  - Alyssum alyssoides
  - Alyssum arenarium
  - Alyssum argenteum
  - Alyssum atlanticum
  - Alyssum baeticum
  - Alyssum bertolonii
  - Alyssum borzaeanum
  - Alyssum cadevallianum
  - Alyssum caliacrae
  - Alyssum calicocarpum
  - Alyssum corsicum
  - Alyssum corymbosoides
  - Alyssum cuneifolium
  - Alyssum dasycarpum
  - Alyssum densistellatum
  - Alyssum desertorum
  - Alyssum diffusum
  - Alyssum doerfleri
  - Alyssum euboeum
  - Alyssum fallacinum
  - Alyssum fastigiatum
  - Alyssum fischeranum
  - Alyssum foliosum
  - Alyssum fragillimum
  - Alyssum granatense
  - Alyssum gustavssonii
  - Alyssum handelii
  - Alyssum heldreichii
  - Alyssum hirsutum
  - Alyssum idaeum
  - Alyssum lapeyrousianum -  Alysson de Lapeyrouse
  - Alyssum lassiticum
  - Alyssum lenense
  - Alyssum ligusticum
  - Alyssum linifolium
  - Alyssum longicaule
  - Alyssum longistylum
  - Alyssum macrocarpum
  - Alyssum markgrafii
  - Alyssum montanum - photo
  - Alyssum pyrenaicum -  Alysson des Pyrénées
  - Alyssum saxatile -  Alysse corbeille d'or